# Licania majuscula
Licania majuscula är en tvåhjärtbladig växtart som beskrevs av Paul Antoine Sagot. Licania majuscula ingår i släktet Licania och familjen Chrysobalanaceae. Inga underarter finns listade i Catalogue of Life.